# Ixodiphagus

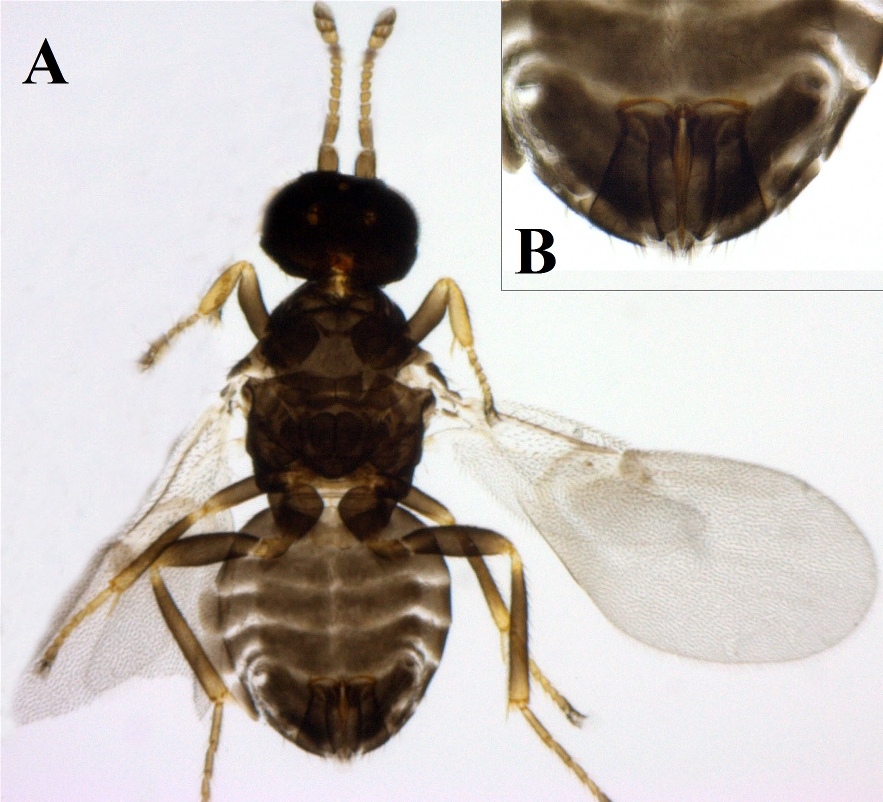
Ixodiphagus hookeri, weiblicher Habitus und vergrößerte Genitalien

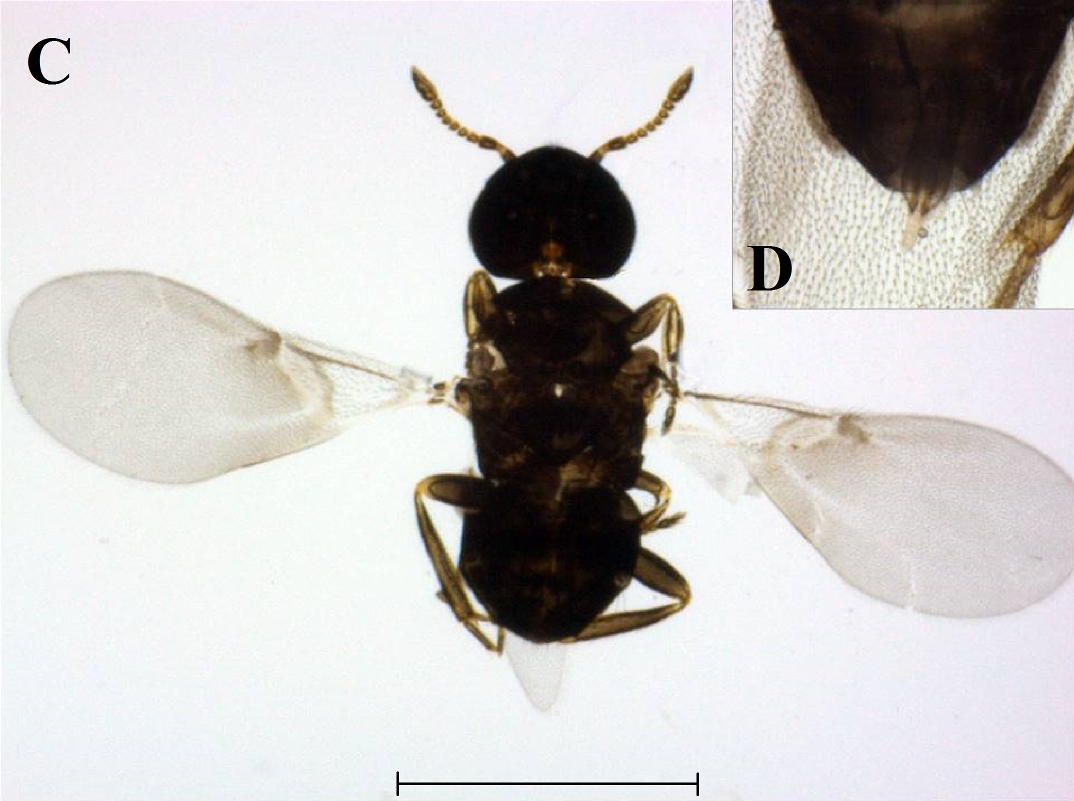
Ixodiphagus hookeri, männlicher Habitus und vergrößerte Genitalien

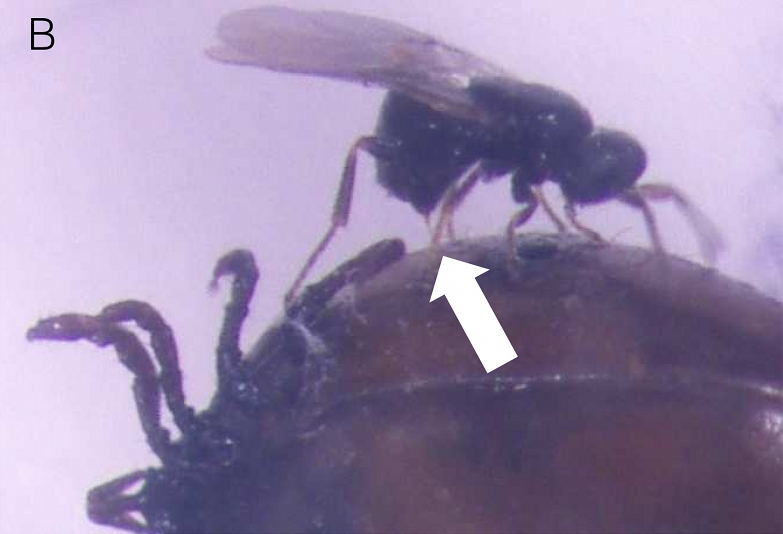
Ixodiphagus hookeri, Eiablage an gesättigter Nymphe des Gemeinen Holzbocks

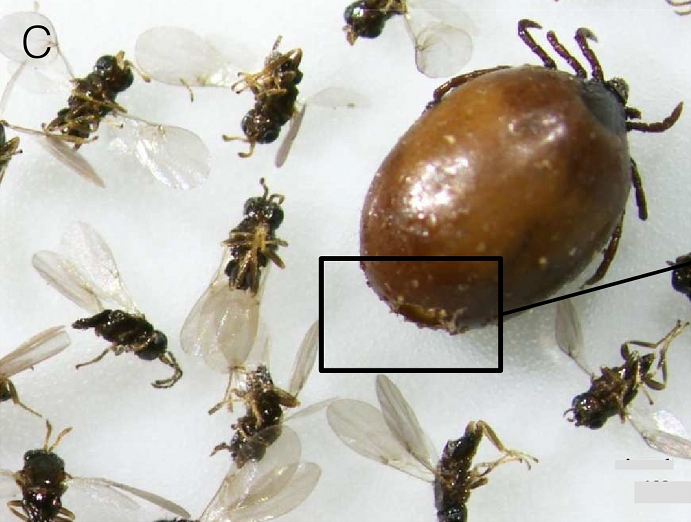
Adulte Ixodiphagus hookeri mit toter Nymphe des Gemeinen Holzbocks

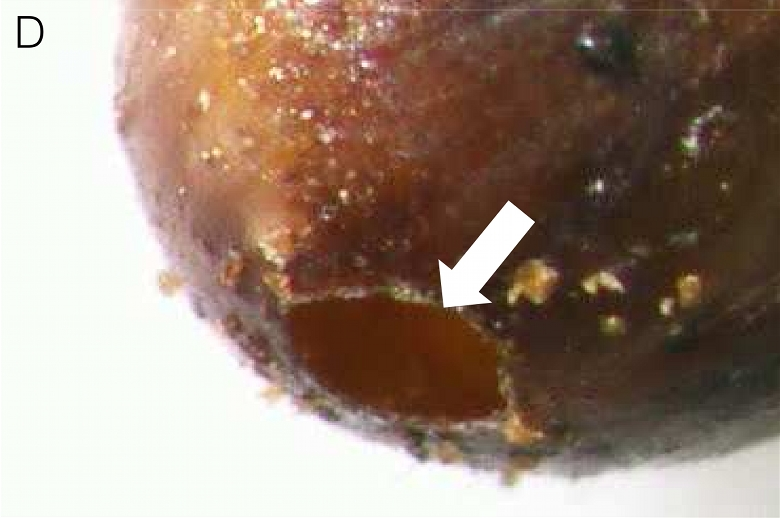
Schlupfloch in toter Nymphe des Gemeinen Holzbocks

Ixodiphagus ist eine Gattung Zecken parasitierender Erzwespen der Familie Encyrtidae. Die Weibchen legen ihre Eier in die Larven oder Nymphen von Zecken. Die schlüpfenden Larven ernähren sich als Parasitoide von ihrem Wirt. Die Eignung verschiedener Arten zur biologischen Schädlingsbekämpfung wurde seit dem frühen 20. Jahrhundert eingehend untersucht, dabei fand die kosmopolitische Art Ixodiphagus hookeri die mit Abstand breiteste Aufmerksamkeit.

## Beschreibung
Die Arten der Gattung Ixodiphagus sind kleine, dunkel gefärbte Wespen, deren äußere Erscheinung der anderer Erzwespen entspricht, die aber einen kräftigen und leicht abgeflachten Körperbau aufweisen. Die Farbe von Kopf und Körper ist braun, mit einem messingfarbenen oder purpurnen Schimmer. Die Körperlänge beträgt zwischen 0,9 und 1,6 Millimeter bei weiblichen und zwischen 0,6 und 1,3 Millimeter bei männlichen Tieren. Die Flügelspannweite liegt deutlich unter zwei Millimeter, dabei sind die vorderen Flügel, wenn sie voll ausgebildet sind, etwa 2,1- bis 2,3-mal so lang wie breit und durchscheinend bis intransparent und dunkel. Die am Rand liegende Ader der Flügel ist gepunktet. Bei manchen Arten sind die Vorderflügel zurückgebildet, bei männlichen häufiger als bei weiblichen Tieren.
Der Kopf ist oben abgeflacht und mehrmals so breit wie lang. Der vordere Vertex wirkt im Profil gerade oder gebogen und hat etwa zwei Fünftel bis zwei Drittel der Breite des Kopfes. Er weist für gewöhnlich einen Besatz mit borstenartigen Setae auf, die sich in auffälligen Vertiefungen befinden. Seitlich befinden sich große Komplexaugen und auf dem Kopf drei Ocelli. Die Mandibeln weisen nur einen Zahn auf und enden stumpf. Vorne am Kopf befinden sich zwei nahe beieinander liegende Antennen. Sie weisen Scapus, Pedicellus und einen in sechs Glieder geteilten Funiculus auf. Der Clavus ist in zwei oder drei Glieder unterteilt, die für die Unterscheidung von Arten und Geschlechtern von Bedeutung sind. Es kommt vor, dass die Glieder des Clavus so stark voneinander abgegrenzt sind, dass sein basales Glied wie ein siebtes Glied des Funiculus wirkt.
Das Abdomen besteht bei männlichen Tieren aus acht und bei weiblichen aus sieben Segmenten, von denen das erste mit dem Thorax verwachsen ist, so dass nur sieben oder sechs Segmente sichtbar sind. Der Thorax ist dorsal leicht abgeflacht und hat oft auffälligen Vertiefungen mit kräftigen Setae. Der hintere Rand des Pronotum ist gerade bis stark konvex geformt. Das Mesoscutum und das Scutellum sind dicht mit kräftigen oder borstenartigen Setae besetzt. Der Gaster ist etwas kürzer als der Thorax. Der Ovipositor ist kürzer als die mittleren Tibien, aber mindestens fünfmal so lang wie der Gonostylus und von breiten Schilden umgeben. Der Gonostylus ist bisweilen extrem verkürzt und augenscheinlich fehlend. Die Beine sind meist braun, gelegentlich mit gelben Anteilen. Sie sind oft sehr kräftig, insbesondere die vorderen und hinteren Femora. Innerhalb einer Art haben die Männchen bisweilen auffällig kräftigere Beine als die Weibchen.
Die Geschlechter können durch die Struktur der Antennen und durch die Genitalien unterschieden werden. Die Weibchen haben komplex gestaltete und zu einem Ovipositor umgeformte Genitalien, während die der Männchen einfach strukturiert sind.
Die Gattung Ixodiphagus unterscheidet sich von allen anderen Gattungen der Encyrtidae durch die Kombination von stumpfen Mandibeln mit einem Zahn, gepunkteter Randader der Vorderflügel, kleinem Mesopleuron und kurzem Ovipositor zwischen breiten Schilden.

## Lebensweise
Alle Arten der Gattung Ixodiphagus sind Parasitoide. Sie legen ihre Eier in Larven oder Nymphen verschiedener Arten von Zecken ab, die ihren Larven als Nahrung dienen.
Während für Ixodiphagus hookeri und Ixodiphagus texanus ein breites Spektrum von Wirten angegeben wurde, sind von einigen der im 21. Jahrhundert beschriebenen Arten nur ein einziger oder gar keine Wirte bekannt. Die von Ixodiphagus parasitierten Zecken entstammen folgenden Gattungen:
- Amblyomma Koch, 1844[3]
- Dermacentor Koch, 1844[4]
- Haemaphysalis Koch, 1844[5]
- Hyalomma Koch, 1844[5]
- Ixodes Latreille, 1795[6]
- Ornithodoros Koch, 1837[7]
- Rhipicephalus Koch, 1844[8][9]

Fast alle von Ixodiphagus parasitierten Zecken sind Parasiten von Säugetieren, Berichte über Funde an Vögeln waren seltene Ausnahmen. Im März 1957 wurde bei Untersuchungen von Forschern der Naval Medical Research Unit Three (NAMRU-3) in Kairo eine Zeckennymphe der Art Hyalomma rufipes auf einem Steinschmätzer vorgefunden, der sich auf dem Zug von Afrika nach Europa befand. Etwa einen Monat später verließen Dutzende Wespen der Art Ixodiphagus theilerae die Nymphe. In den folgenden drei Jahren wurden weitere vier von Ixodiphagus theilerae parasitierte Nymphen von Hyalomma rufipes entdeckt, drei auf Isabellsteinschmätzern und eine auf einem Gartenrotschwanz. Nymphen von Haemaphysalis leporispalustris, die von Ixodiphagus texanus befallen waren, wurden wiederholt in Oklahoma auf Klapperammern gefunden. Sie dienten als Grundlage für den Aufbau einer Laborpopulation von Ixodiphagus texanus. Die 2010 aus Neuseeland beschriebene Art Ixodiphagus taiaroaensis wurde in Nymphen von Zecken der Arten Ixodes eudytides und Ixodes uriae in einer Brutkolonie der Stewartscharbe vorgefunden.
Bei der Suche nach geeigneten Wirten folgt Ixodiphagus hookeri der olfaktorischen Wahrnehmung von Kohlenstoffdioxid und von Geruchsstoffen, die von potentiellen Säugetier-Wirten der von ihr bevorzugten Zeckennymphen abgegeben werden. Dabei können die Wespen zwischen geeigneten und ungeeigneten Säugetierarten unterscheiden. Der Kot des Gemeinen Holzbocks wirkte nur in einer Entfernung bis zu einem Zentimeter anziehend. Versuche mit in n-Hexan gelösten Geruchsstoffen verschiedener Entwicklungsstadien der Zecke Amblyomma variegatum ergaben eine starke Anziehung, Attrappen von Wirten wurden mit dem Ovipositor penetriert. Im Nahbereich folgen die Wespen optischen Hinweisen wie Größe und Form, um geeignete von ungeeigneten Wirten zu unterscheiden und die Anzahl der in einem Wirt abzulegenden Eier zu bestimmen.
Nach der Eiablage in einer Zeckenlarve werden die Eier von Ixodiphagus hookeri in das Nymphenstadium mitgenommen. Erst wenn die befallene Nymphe der Zecke an einem Wirt ihre Blutmahlzeit aufnimmt beginnt die Entwicklung der Larven, die sich von der Mahlzeit und den gesamten inneren Organen der Nymphe ernähren. Die Zahl der in einem Wirt abgelegten Eier schwankt und ist von der Größe des Wirts abhängig. Die Entwicklung der Larve dauert Wochen bis Monate und ist abhängig von den klimatischen Bedingungen. In gemäßigten Zonen wird bei Ixodiphagus hookeri durch einen komplexen Ablauf von Entwicklungsverzögerung und Ruhephasen der Larve sichergestellt, dass die adulten Wespen zur Zeit der maximalen Zeckenpopulation schlüpfen. Zum Ende der Entwicklung richten sich die Larven im vorderen Bereich des Wirts parallel zur Längsachse aus und verpuppen sich in dieser Position. Dabei kann der gesamte Körper des Wirts mit Puppen ausgefüllt sein.
Nach Abschluss der Entwicklung schlüpfen adulte Wespen aus den Puppen und nagen hinten, an der schwächsten Stelle, ein Loch für den Ausflug in die Hülle der Zeckennymphe. Nur während eines kurzen Zeitraums von drei bis fünf Wochen, im Nordsommer zwischen Ende Juli und Ende September, sind adulte Wespen anzutreffen. Bei den geschlüpften Wespen sind weibliche Wespen in der Überzahl. Die Paarung findet unmittelbar nach dem Schlupf statt und dauert nur Sekunden, anschließend begibt sich das Weibchen auf die Suche nach einem geeigneten Wirt. Beide Geschlechter nehmen keine Nahrung auf und haben eine Lebensdauer von wenigen Tagen.

## Verbreitung
Arten von Ixodiphagus kommen weltweit (außer in der Antarktis) vor. Die weiteste Verbreitung hat Ixodiphagus hookeri, die von allen Kontinenten außer Australien und der Antarktis gemeldet wurde. Die übrigen Arten haben kleinere Verbreitungsgebiete oder sind nur ein Mal nachgewiesen worden. Für den indischen Subkontinent sind mehrere Arten beschrieben worden, und die Beschreibung von sechs Arten für Costa Rica deutet auf zahlreiche weitere unbeschriebene oder zu Ixodiphagus hookeri zusammengefasste Arten hin.

## Biologische Schädlingsbekämpfung

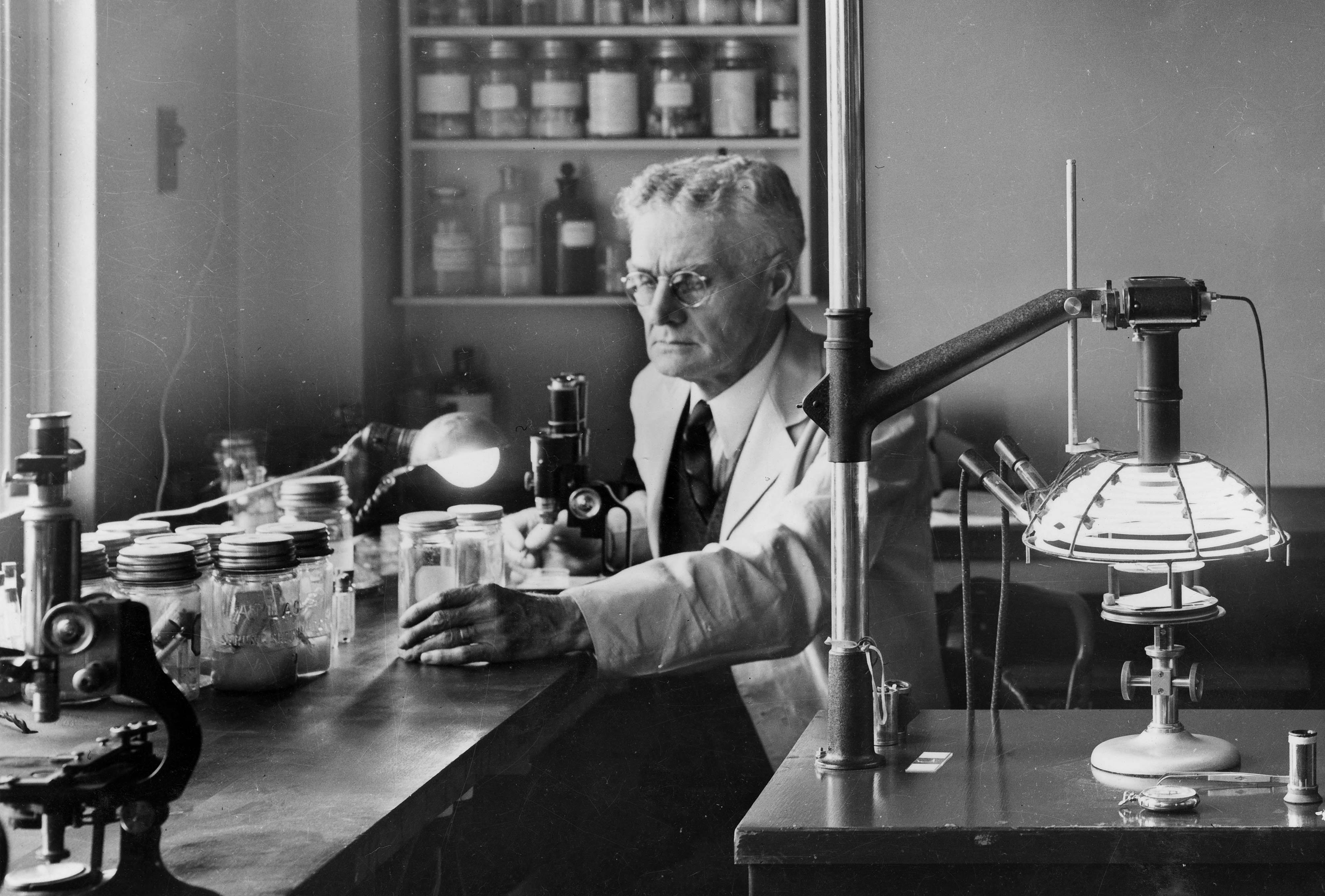
Robert A. Cooley in den Rocky Mountain Laboratories, 1938

Zecken sind obligatorisch blutsaugende Parasiten von Wirbeltieren. Befallen werden von den meisten Arten Säugetiere einschließlich Nutztiere und Menschen. Sie sind bedeutende Vektoren einer Vielzahl von Krankheitserregern, darunter die Erreger von Rocky-Mountain-Fleckfieber, Tularämie, Frühsommer-Meningoenzephalitis und Lyme-Borreliose. Seit der Entdeckung ihrer Vektoreigenschaft besteht ein großes Interesse an der Bekämpfung von Zecken. Ixodiphagus hookeri und Ixodiphagus texanus wurden bereits wenige Jahre nach ihrer Erstbeschreibung auf die Möglichkeit ihrer Nutzung zur biologischen Schädlingsbekämpfung untersucht.
Zur gezielten Bekämpfung von Zecken, insbesondere Dermacentor andersoni und Dermacentor variabilis, wurden in den 1920er Jahren unter der Leitung von Robert A. Cooley in den Rocky Mountain Laboratories Ixodiphagus hookeri in großer Zahl gezüchtet. Diese Zucht hatte das Ziel, selbst reproduzierende Populationen in der Natur zu begründen und so Dermacentor andersoni und andere Zecken als Vektoren von Zoonosen auszurotten. Erste Versuche waren sehr vielversprechend, auch in Bezug auf die Überwinterung des Parasiten.
Die Forschungen führten dennoch nicht zu einem erfolgreichen Einsatz in der Zeckenbekämpfung. Das Scheitern entsprechender Versuche ist möglicherweise durch die starke Anpassung der Populationen an örtliche Gegebenheiten und an bestimmte Wirte bedingt, die den Einsatz importierter Wespen anderer Herkunft scheitern lassen. Maßnahmen wie der Einsatz von Akariziden erscheinen wegen der Giftwirkung auf die übrige Fauna und den Menschen, der hohen Kosten und der beobachteten Entwicklung von Resistenzen als ungeeignet. Aktuelle Forschungen zielen auf den Einsatz acaropathogener Pilze und Nematoden, sind aber noch nicht einsatzfähig.

## Symbiontische oder parasitäre Mikroorganismen
In mehreren Studien konnte die Präsenz von Bakterien der Wolbachia pipientis-Gruppe im Gemeinen Holzbock nachgewiesen werden. Diese Bakterien sind bei Insekten weit verbreitet, wurden aber auch bei Kieferklauenträgern und Nematoden nachgewiesen. Ihr beobachteter Einfluss reicht von obligatorischem Mutualismus bei Filarien, die für Entwicklung und Fortpflanzung auf die Anwesenheit von Wolbachia angewiesen sind, über Kommensalismus bis zum Parasitismus, wobei die Prävalenz artabhängig von gering bis vollständig reicht. Wolbachia konnte bei infizierten Insekten die vielfältige Einflussnahme auf die Reproduktion ihrer Wirte nachgewiesen werden, so das Verursachen von Parthenogenese, höhere Sterblichkeit oder Feminisierung männlicher Individuen und zytoplasmische Inkompatibilitäten, aber auch die Stärkung der Immunabwehr. Bei Zecken ist die Prävalenz gering und der Infektionsweg war lange ungeklärt.
Ixodiphagus hookeri sind zu fast 100 Prozent mit einem Stamm von Wolbachia pipientis infiziert, dessen nahe Verwandte auch bei anderen Hautflüglern festgestellt wurden. Bei einer molekulargenetischen Untersuchung von ungefütterten Nymphen in einer natürlichen französischen Population des Gemeinen Holzbocks wurde festgestellt, dass Nymphen entweder keine DNA von Ixodiphagus hookeri und Wolbachia pipientis enthielten, also parasitenfrei waren, oder dass beide DNA nachgewiesen werden konnten. In der Vergangenheit festgestellte vermeintliche Infektionen von Zecken mit Wolbachia waren wahrscheinlich ein Befall mit den infizierten Larven von Ixodiphagus hookeri. Über die konkreten Auswirkungen der Infektion mit Wolbachia pipiens auf Ixodiphagus hookeri ist noch nichts bekannt.
Zu den in Zecken verschiedener Gattungen nachgewiesenen Mikroorganismen, für deren Anwesenheit eine möglicherweise eine Interaktion mit Ixodiphagus die Ursache ist, gehört neben verschiedenen Rickettsien auch Arsenophonus nasoniae. Entsprechende Forschungen konzentrierten sich bislang auf Ixodiphagus hookeri.

## Systematik und Taxonomie

### Innere Systematik
Ixodiphagus texanus wurde im Jahr 1907 von Leland Ossian Howard erstmals beschrieben. Dafür errichtete er die zunächst monotypische Gattung Ixodiphagus.
Die Gattung Ixodiphagus enthält folgende Arten:
- Ixodiphagus aethes Hayat, 2015[25]
- Ixodiphagus brunneus (Girault, 1925)[38][39]
- Ixodiphagus ephres Noyes, 2010[1]
- Ixodiphagus godens Noyes, 2010[1]
- Ixodiphagus hirtus Nikolskaja, 1950[40][41]
- Ixodiphagus hookeri (Howard, 1908)[42]
- Ixodiphagus mysorensis Mani, 1941[22]
- Ixodiphagus rogana Noyes, 2010[1]
- Ixodiphagus sagarensis (Geevarghese, 1977)[23]
- Ixodiphagus satan Noyes, 2010[1]
- Ixodiphagus sureshani Hayat & Kazmi, 2011[24]
- Ixodiphagus tadystes Noyes, 2010[1]
- Ixodiphagus taiaroaensis Heath & Cane, 2010[13]
- Ixodiphagus texanus Howard, 1907[43]
- Ixodiphagus theilerae (Fiedler, 1953)[44]

John S. Noyes erwähnte 1980 in seinem Review der neotropischen Gattungen der Encyrtidae ein Sammlungsexemplar aus dem Natural History Museum in London, das einer unbeschriebenen Art von Trinidad angehört.

### Äußere Systematik
Die Gattung Ixidophagus wurde mit der Synonymisierung der Gattungen Australzaomma und Hunterellus zur einzigen Gattung der Tribus Ixodiphagini Howard, 1908. Die Tribus Ixodiphagini bildet mit ihren Schwestertaxa Encyrtini, Echthroplexiellini, Discodini und Oobiini die Unterfamilie Encyrtinae Walker, 1837. Die Arten der übrigen Triben parasitieren Schnabelkerfe (Hemiptera), Insekteneier von Schnabelkerfen, Schmetterlingen (Lepidoptera), Käfern (Coleoptera) und Netzflüglern (Neuroptera). Die Unterfamilie Encyrtinae steht in der Familie Encyrtidae Walker, 1837, die mit mehr als 3.000 Arten eine der größten von neunzehn Familien der Überfamilie Erzwespen (Chalcidoidea) ist. Fast alle Arten der Encyrtidae sind Parasiten von Insekten, Spinnen, Milben oder Zecken, die Ixodiphagini sind darunter die einzigen Parasiten von Zecken.

### Synonyme
- Hunterellus Howard, 1908 mit der Typusart Hunterellus hookeri Howard[42]
- Australzaomma Girault, 1925 mit der Typusart Australzaomma brunnea Girault[38][39]

1908 beschrieb Howard mit Hunterellus hookeri eine weitere Art, für die er die Gattung Hunterellus errichtete. Für Hunterellus und Ixodiphagus errichtete er die Tribus Ixodiphagini. Robert A. Cooley vermutete 1929, bei Ixodiphagus texanus, Hunterellus hookeri und einer dritten Art handele es sich um Synonyme. Arthur B. Gahan bestätigte 1934 den Artstatus für die beiden von Howard beschriebenen Arten und behielt auch die Gattungen bei. Wladimir A. Trjapitzin synonymisierte 1985 Hunterellus mit Ixodiphagus.
Die 1925 von Alexandre A. Girault beschriebene australische Art Australzaomma brunnea wurde 1984 von John S. Noyes und Mohammad Hayat in die Gattung Ixodiphagus gestellt, womit die monotypische Gattung Australzaomma zum Synonym von Ixodiphagus wurde.